# Mary Fahl
Mary Fahl (Mary Faldermeyer, 1 de julio de 1958) es una cantante, compositora y actriz estadounidense conocida por su trabajo con la banda de pop October Project a mediados de la década de 1990. Más recientemente se ha desempeñado como música solista y actriz. Publicó un EP en 2001 titulado Lenses of Contact, y un larga duración llamado The Other Side of Time en 2003 bajo el sello Sony Classical. From the Dark Side of the Moon, donde rinde homenaje al clásico The Dark Side of the Moon de Pink Floyd, fue publicado el 10 de mayo de 2011. Junto al productor John Lissauer grabó su quinta producción: Love & Gravity, publicado en 2014. Su música fue utilizada en la película Gods and Generals, al igual que en la versión para cine de la obra The Guys. También escribió la canción "Exiles: The Wolves of Midwinter," para la versión en audiolibro de The Wolves of Midwinter de Anne Rice.

## Discografía

### Colaboraciones
- October Project, October Project (1993)
- Falling Farther In, October Project (1996)

### Solista
- Lenses of Contact EP (2000)
- The Other Side of Time (2003)
- From the Dark Side of the Moon (2011)
- Love & Gravity (2014)
- Mary Fahl Live at the Mauch Chunk Opera House (2014)